# Мартысюк, Павел Григорьевич
Мартысю́к Па́вел Григо́рьевич (6 февраля 1964) — Доктор философских наук, профессор, профессор кафедры литературно-художественной критики Института журналистики БГУ. Член Союза журналистов и Союза юристов Республик Беларусь. По совместительству занимает должность главного редактора журнала «Гісторыя і грамадазнаўства», выпускаемого издательством «Адукацыя і выхаванне»

## Биография
В 1985 году окончил Высшее политическое училище им. 60-летия УЛКСМ МВД СССР, г. Ленинград (военно-политический факультет).
В 1996 году — Республиканский институт высшей школы и гуманитарного образования, г. Минск.
С 1993 по 2011 год работал в Академии МВД РБ, из них последние 11 лет на должности профессора кафедры философии. Проводил разные виды занятий по курсу «Философия», «Культурология», «Логика» «Этика», «Профессиональная этика», «Эстетика» и д.р. На протяжении 5 лет руководил предметно-методической комиссией по теме «Культурология», «Этика» и «Эстетика».
3 сентября 2011 по сентябрь 2012 года занимал должность руководителя кафедры теории и истории государства и права Российского государственного университета, филиал в г. Минске. Несколько раз приглашали в качестве председателя ДЭК на факультете повышения квалификации Института журналистики БГУ. Для факультета журналистики разработал спецкурс «Миф в культуре: от архаики до современности».
20 лет педагогической работы, за это время опубликовал 110 работ научного и учебно-методического характера как в белорусских, так и в зарубежных изданиях, в том числе и 7 монографий. Принимал участие во многих конференциях, в том числе и международных, посвященных основным проблемам гуманитарных знаний. На протяжении ряда лет занимался разработкой основных направлений философских и культурологических знаний, что нашло отражение во многих публикациях, которые имеют не только теоретические, но и практическое назначение. Про это свидетельствуют 8 актов об внедрении разработанных идей в учебный процесс Академии МВД Республики Беларусь, Российского государственного специального университета, филиал в г. Минске, и д.р. научных учреждениях.
С 2006 по 2011 году в качестве главного редактор осуществлял руководство журнала «Человек. Государство. Свет», включенных в перечень научных изданий ВАК Республики Беларус] для опубликования результатов диссертационных исследований по философии, культурологии и педагогики.
В 1996 году в Санкт-Петербургском государственном университете на философском факультете защитил кандидатскую диссертацию по философии (специальность — История философии), тема диссертации «Формирование и кризис идеи прогресса в европейской философии».
С 2000 по 2003 год был соискателем доктарантуры по кафедре культурологии БГУКИ (г. Минск).
В 2008 году защитил докторскую диссертацию по философии в Санкт-Петербургском государственном университете на философском факультете (специальность — Теория и история культуры), тема диссертации «Эволюция мифологической идеи вечного возвращения в европейской культуре».
В 2010 и 2011 году приглашали в качестве оппонента по защите докторских диссертаций, которые проводились в Санкт-Петербургском государственном университете на философском факультете.